# 17285 Bezout
17285 Bezout è un asteroide della fascia principale. Scoperto nel 2000, presenta un'orbita caratterizzata da un semiasse maggiore pari a 2,6442797 UA e da un'eccentricità di 0,1709228, inclinata di 2,81238° rispetto all'eclittica.